# イディアルプロモーション
イデアルプロモーション (Ideal Promotion) は、株式会社イデアルアーキテクツが運営する芸能事務所。

## 概要
世界的に有名な『YOHOI』の所属する芸能事務所。2020年からインフルエンサーマーケティングのサービス提供を開始。

## 事業内容
- 芸能事業（芸能マネジメント、ライブ配信マネジメント  YouTubeマネジメント、TikTokマネジメント）
- キャスティング事業
- SNSコンサルティング事業
- 動画制作事業
- PR事業

## 沿革
- 2020年ライバー事業部を設立。
- 同年、インフルエンサーマーケティング事業部を設立。

## 所属タレント
アーティスト・モデル（1部）
- kazz（砂川和也）
- YOHIO
- 伊達直斗
- DJ Dask
- 眞鍋香我
- KEN'ICHI(今井賢一)
- Miro
- 三上のの
- 秋吉めむ
- あやと（星綺人）
- ERI
- 瀬名あすか

インフルエンサー（2部）
- 濱野吹雪
- 新野笑顔